# التعديل الرابع عشر لدستور الولايات المتحدة الأمريكية

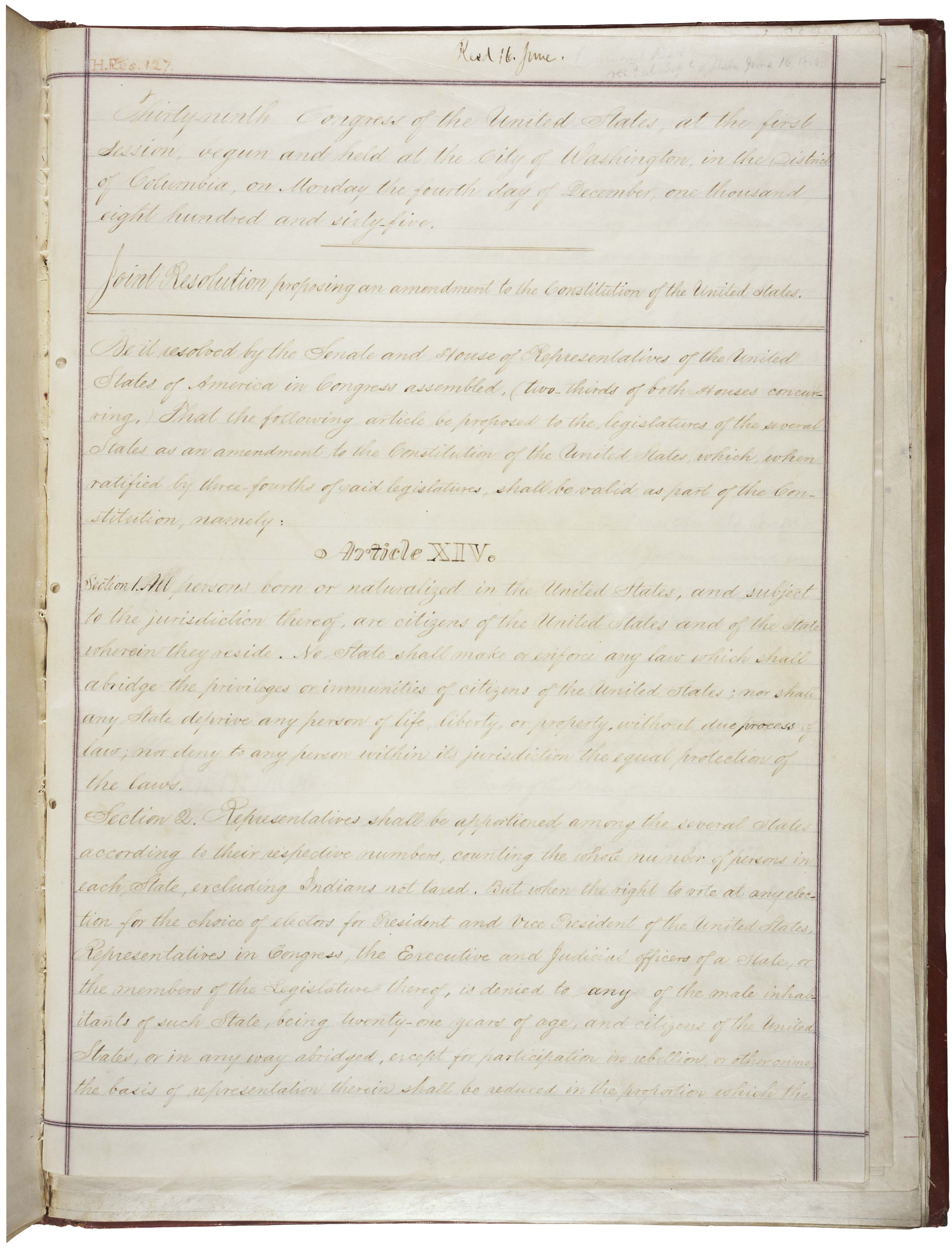

اعتُمد التعديل الرابع عشر لدستور الولايات المتحدة في 9 يوليو عام 1868 كواحد من تعديلات إعادة الإعمار. غالبًا ما يُعتبر أحد أكثر التعديلات أهمية، فهو يعالج حقوق المواطنة والحماية المتساوية بموجب القانون، واقتُرح ردًا على القضايا المتعلقة بالعبيد السابقين في أعقاب الحرب الأهلية الأمريكية. كان التعديل موضع نزاع شديد، لا سيما من قبل دول الكونفدرالية المهزومة، والتي أُجبرت على التصديق على التعديل من أجل استعادة التمثيل في الكونغرس. يعتبر التعديل، ولا سيما القسم الأول منه، أحد أكثر أجزاء الدستور المُتنازع عليها قضائيًا، ويشكل الأساس لقرارات المحكمة العليا البارزة مثل قضية براون ضد مجلس التعليم (1954) فيما يتعلق بالفصل العنصري، وقضية راو ضد وايد (1973) فيما يتعلق بالإجهاض، وقضية بوش ضد غور (2000) فيما يتعلق بالانتخابات الرئاسية الأمريكية لعام 2000، وقضية أوبرجيفيل ضد هودجيز فيما يتعلق بزواج المثليين. يحد التعديل من تصرفات جميع المسؤولين الحكوميين والمحليين، بالإضافة لأولئك الذين يعملون نيابة عن هؤلاء المسؤولين.
يتضمن القسم الأول من التعديل عدة بنود: بند المواطنة، وبند الامتيازات أو الحصانات، وبند الإجراءات القانونية اللازمة، وبند الحماية المتساوية. يوفر بند المواطنة تعريفًا واسعًا للمواطنة، ما يلغي قرار المحكمة العليا في قضية دريد سكوت ضد ساندفورد (1857)، التي قضت بأن الأمريكيين المنحدرين من عبيد أفارقة لا يمكن أن يكونوا مواطنين للولايات المتحدة. منذ قضايا بيت المجازر (1873)، فُسر بند الامتيازات أو الحصانات على أنه لا يفيد كثيرًا.
يحظر بند الإجراءات القانونية اللازمة على حكومات الولايات والحكومات المحلية حرمان الأشخاص من الحياة أو الحرية أو الملكية دون إجراء عادل. وقضت المحكمة العليا بجعل معظم وثيقة الحقوق تنطبق على الدول مثل الحكومة الاتحادية، وكذلك الاعتراف بموضوعية وإجرائية متطلبات قوانين الدولة التي يجب أن تنفذ. يتطلب بند الحماية المتساوية من كل دولة توفير حماية متساوية بموجب القانون لجميع الناس، بما في ذلك المقيمون الأجانب، ضمن صلاحياتها. كان هذا البند أساسًا للعديد من القرارات التي ترفض التمييز اللاعقلاني أو غير الضروري ضد الأشخاص الذين ينتمون إلى مجموعات مختلفة.
نادرًا ما يُرفع دعاوي في الفقرات الثانية والثالثة والرابعة من التعديل. على أي حال، الفقرة الثانية التي تتناول «التمرد، أو أي جريمة أخرى» يُستند إليها كأساس دستوري لحرمان الجناة من حق التصويت. أما الفقرة الرابعة فقد عُقدة في قضية بيري ضد الولايات المتحدة (1935) لمنع الكونغرس الحالي من إلغاء عقد دين تكبده كونغرس سابق. تمنح الفقرة الخامسة الكونغرس سلطة تنفيذ أحكام التعديل من خلال «التشريع المناسب». ومع ذلك، في قضية مدينة بورن ضد فلوريس (1997)، لا يجوز استخدام هذه السلطة لتناقض قرار المحكمة العليا لتفسير التعديل.

## الفقرة الأولى: المواطنة والحقوق المدنية
الفقرة الأولى: جميع الأشخاص المولودين في الولايات المتحدة أو المتجنسين بجنسيتها والخاضعين لسلطانها يعتبرون من مواطني الولايات المتحدة ومواطني الولاية التي يقيمون فيها. ولا يجوز لأية ولاية أن تضع أو تطبق أي قانون ينتقص من امتيازات أو حصانات مواطني الولايات المتحدة. كما لا يجوز لأية ولاية أن تحرم أي شخص من الحياة، أو الحرية، أو الملكية، دون مراعاة الإجراءات القانونية الأصولية. ولا أن تحرم أي شخص خاضع لسلطانها من المساواة في حماية القوانين.

## خلفية
تعرف الفقرة الأولى من التعديل بصورة رسمية المواطنة في الولايات المتحدة وتحمي كذلك الحقوق المدنية المختلفة من أن تُنكر أو يُنتقص منها من طرف أي ولاية أو أي جهة فاعلة تابعة لها. لا يتناول هذا التعديل انتقاص الأشخاص العاديين من هذه الحقوق المدنية أو إنكارهم لها، فقد قضت المحكمة العليا في قضايا الحقوق المدنية (1883) أن هذا التعديل مقصور على «إجراءات الولاية» وبالتالي لم يأذن للكونغرس بحظر التمييز العنصري الذي يقوم به الأفراد والمنظمات (على الرغم من أن الكونغرس يمكنه أن يصل أحيانًا إلى مثل هذا التمييز عبر أجزاء أخرى من الدستور مثل بند التجارة الذي استخدمه الكونغرس لسن قانون الحقوق المدنية لعام 1964 (أيدت المحكمة العليا هذا النهج في قضية فندق قلب أتلانتا ضد الولايات المتحدة (1964))). عقّب قاضي المحكمة العليا الأمريكية جوزيف بّي. برادلي في قضايا الحقوق المدنية قائلًا: «إن الانتهاكات الفردية للحقوق الفردية ليست موضوع التعديل [الرابع عشر]، بل له منظور أعمق وأوسع. إنه يبطل ويلغي كل تشريعات الولايات، وكل إجراءاتها من أي نوع، التي تضعف امتيازات وحصانات مواطني الولايات المتحدة، أو التي تؤذي حياتهم أو حريتهم أو ممتلكاتهم دون اتباع الإجراءات القانونية الواجبة، أو التي تحرم أيًا منهم من الحماية المتساوية التي توفرها القوانين».

أمِلَ الجمهوريون الراديكاليون الذين قدموا التعديل الثالث عشر ضمان حقوق مدنية وإنسانية واسعة النطاق للأشخاص المتحررين حديثًا، لكن نطاقه كان موضع خلاف قبل أن يدخل حيز التنفيذ حتى. أراد واضعو التعديل الرابع عشر أن تُقدس هذه المبادئ في الدستور لحماية قانون الحقوق المدنية الجديد من أن تُعلنه المحكمة العليا غير دستوري وليمنعوا أيضًا أي كونغرس مستقبلي من تعديله بمجرد تصويت الأغلبية. كانت هذه الفقرة أيضًا ردًا على على العنف ضد السود في الولايات الجنوبية. وجدت اللجنة المشتركة لإعادة الإعمار أن لا شيء يمكنه حماية حقوق السود ورفاههم في تلك الولايات إلا تعديلًا دستوريًا. صرحت المحكمة العليا الأمريكية في قضية شيلي ضد كرايمر (1948) أن السياق التاريخي الذي أفضى إلى اعتماد التعديل الرابع عشر لا بد أن يؤخذ في الحسبان، وأن هذا السياق التاريخي يكشف عن الهدف الأساسي للتعديل وأن أحكام التعديل يجب تفسيرها في ضوء هذا الهدف الأساسي. في هذا القرار قالت المحكمة:
لا ينبغي نسيان السياق التاريخي الذي صار التعديل الرابع عشر عن طريقه جزءًا من الدستور. ومهما كان ما سعى واضعوه لتحقيقه سوى ذلك، من الواضح أن المسألة التي تحتل الأهمية الأساسية هي إرساء المساواة والتمتع بالحقوق المدنية والسياسية الأساسية والحفاظ على هذه الحقوق من الإجراءات التمييزية من جانب الولايات بناء على اعتبارات مثل العرق أو اللون. (...) يجب تفسير أحكام التعديل بأخذ هذا الغرض الأساسي في الاعتبار.
الفقرة الأولى هي أكثر فقرة تعرضت لنزاع قضائي في التعديل، وكان هذا التعديل بدوره أكثر جزء تعرض لنزاع قضائي في الدستور.